# Lhueng Tengoh
Lhueng Tengoh is een bestuurslaag in het regentschap Bireuen van de provincie Atjeh, Indonesië. Lhueng Tengoh telt 793 inwoners (volkstelling 2010).